# Tibberton and Cherrington
Tibberton and Cherrington är en civil parish i Storbritannien.   Den ligger i kommunen Telford and Wrekin och riksdelen England, i den södra delen av landet, 210 km nordväst om huvudstaden London.